# Герман Гессе
Ге́рман Ге́ссе (нім. Hermann Hesse, 2 липня 1877, Кальв, Німеччина — 9 серпня, 1962, Монтаньйола, Лугано, Швейцарія) — німецький письменник, філософ, лавреат Нобелівської премії в галузі літератури 1946 року.
Найвідоміші твори: «Степовий вовк» (нім. Der Steppenwolf), «Гра в бісер» (нім. Das Glasperlenspiel).
В Україні письменника вивчають у загальноосвітніх навчальних закладах в 11 класі та у вищих навчальних закладах — в обов'язковій програмі курсу зарубіжної літератури.

## Біографія

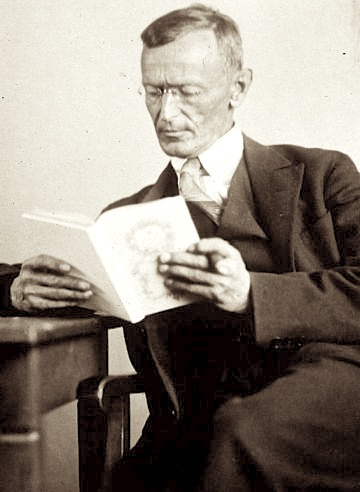
Герман Гессе (1927)

Гессе народився 2 липня 1877 року в містечку Кальв у німецькій землі Баден-Вюртемберг. Був сином християнських місіонерів. Його дідусь і бабуся працювали в Індії за дорученням Базельської місії, де і народилася його мати Марія Ґунберт (1842—1902), хоча з 4 років вона проживала у Європі. Його батько Йоганнес Гессе (1847—1916) народився у Вайсенштайні, Естляндська губернія, в тодішній Російській імперії (нині Естонія). Герман Гессе мав від народження подвійне громадянство — Німецької імперії і Російської імперії.
1891 року Гессе почав вивчати теологію у Маульбронні, але вже за рік залишив це заняття, став спочатку механіком, а потім книготорговцем. 1912 року він емігрував до Швейцарії, а 1923 року отримав швейцарське громадянство.
Літературну славу письменник здобув завдяки роману «Петер Каменцинд» (нім. Peter Camenzind, 1904). Успіх цього твору дав змогу Гессе повністю присвятити себе літературі.
Починаючи з роману «Деміан» (1919), Гессе опинився під впливом герметичної традиції, а основною темою його творчості стала ідея поєднання протилежностей. У «Деміані» він сформулював ідею Бога на ймення Абраксас, що поєднує у собі добро і зло, при цьому стоїть по той бік протилежностей. Можливо, вже тоді Гессе знав «Сім настанов мертвим» Карла Юнга, особливо зважаючи на те, що Гессе вивчав психоаналіз в учня Юнга Йозефа Ленга.

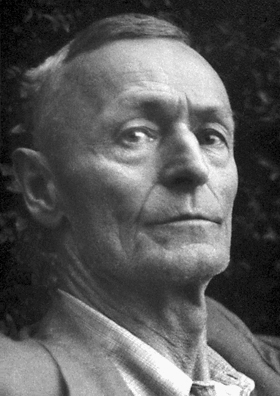
Герман Гессе (1946)

Підсумком цього навчання стало написання двох епохальних романів — «Сіддхартха» і «Степовий вовк». У першому з них дія відбувається у часи Будди Гаутами, де, проходячи різні стадії життя від крайнього аскетизму до гедонізму, герой осягає єдність всього і вся, приходячи до своєї Самотності.
«Степовий вовк» — книга з відкритим кінцем, багато в чому є сповіддю й описує стан душі самого Гессе в часи аналізу Ленга як Магічний театр. Неважко прослідити борсання самого Гессе — між світом духу та світом матерії, а також страх впасти в міщанство.
У часи духовної революції 1960-х років книги Гессе отримали величезну популярність серед молоді, що повставала проти звичних меж християнської моралі. Його книги стали духовним імпульсом для масового «паломництва до країн Сходу» та відвертання від метушні зовнішнього до погляду всередину.
Письменник був тричі одружений і виховав трьох синів.

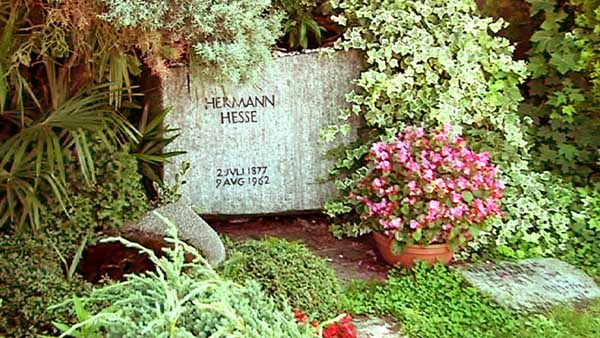
Могила Германа Гессе

Гессе помер у Монтаньйолі (зараз — район міста Лугано, Швейцарія) 9 серпня 1962 року вві сні від крововиливу в мозок.

## Літературна творчість

### Романтизм та автобіографічність
Для творчості Гессе, особливо раннього, характерні риси романтизму. У його перших творах відчувається дуже сильний вплив таких німецьких класиків як Гете, Шиллер, Новаліс та ін. Сучасники називали Петера Каменцинда новим Вертером, а друг і біограф письменника Уґо Баль писав у 1927 році: «Герман Гессе — останній лицар блискучої когорти романтизму». Теми й образи, властиві цьому напрямкові літератури, помітні впродовж всієї його творчості — герой протиставлений навколишньому середовищу; тема мандрів, утечі від суспільства та пошуків себе.
Іншою яскраво вираженою особливістю творів Гессе є крайня автобіографічність. Багато героїв мали реальних прототипів у житті, як, наприклад, магістр Томас — Томас Манн, батько Яків — Якоб Буркгардт. Головних героїв письменник часто наділяв власними рисами, а інколи й іменем, так Гаррі Галлер отримав ініціали автора, а Герміна — жіночий варіант імені Герман. Практично усі хоча б трохи значні події свого життя Гессе відображав на сторінках власних книг. Період навчання письменника в Маульбронні став основою роману «Під колесом», стосунки з дружиною Марією втілилися у «Росхальді», багато епізодів життя Гессе описані в «Германі Лаушері».

### Психологізм
Великий вплив на письменника справило захоплення психоаналізом. Можливо, найяскравіше це відображено у «Деміані», де головний герой Сінклер шукає Самості, а друг Гессе, психоаналітик Йозеф Ланг, постає в образі Пісторіуса. Починаючи з цього роману, ця психологічна теорія розкривається у подальших роботах письменника. Так, у пошуках внутрішньої сутності, Сідгартга приходить до річки, а Гаррі Галлер до Магічного театру.
Близька до психоаналізу й концепція єдності протилежностей, яка проявляється в образі Галлера та в ідеї Абраксаса, божества, що поєднує в собі добро і зло. Для творчості Гессе особливо характерний прийом протиставлення людина-суспільство, головні герої вступають в конфлікт з навколишнім середовищем, як, наприклад, Галлер — бюргерство чи Ґольдмунд — монастир.

### Орієнталістський вестернізм
У творчості Гессе поєднуються й такі поняття, як Захід і Схід. Витоки цього криються в біографії самого письменника, який виріс у сім'ї з глибокими християнськими традиціями, та яка ввібрала в себе також частину культури Індії. На книжковій полиці Гессе завжди поряд стояли книги Ніцше та Лао-цзи. Саме так ця єдність утілилася в Йозефі Кнехті, головному героєві «Гри в бісер», філософі, який певною мірою осягнув європейську й східну мудрість.
Особливо важливе місце в творах письменника займає тема мистецтва. У «Степовому вовкові» Гессе говорить про занепад музики, що стала жертвою людського безкультур'я: на зміну Моцарту прийшов саксофоніст Пабло, який розважає публіку, що нездатна зрозуміти й оцінити високе мистецтво. У «Грі в бісер» музика постає вже певним таїнством, особливою дисципліною, складовою частиною Гри, законсервованою в межах Касталії. Про мистецтво як про призначення йдеться і в романі «Нарцис і Ґольдмунд», де головний герой намагається осягнути таїнство втілення образу в предметі.
За життя письменника звинувачували у байдужості до політики та війни, зосередженого на внутрішніх шуканнях, у той час як зовні світ мінявся й розвивався. На межі 60–70-х років Гессе стає ідолом так званої бунтівної молоді та найчитанішим європейським письменником у США та Японії.

## Вибрана бібліографія
- 1904 — Петер Каменцинд (Peter Camenzind)
- 1906 — Під колесами (Unterm Rad)
- 1910 — Гертруда (Gertrud)
- 1914 — Росхальде (Rosshalde)
- 1915 — Кнульп (Knulp)
- 1919 — Деміан (Demian)
- 1919 — Кляйн і Вагнер (Klein und Wagner)
- 1920 — Останнє літо Клінгзора (Klingsors letzter Sommer)
- 1922 — Сіддхартха (Siddhartha)
- 1927 — Степовий вовк (Der Steppenwolf)
- 1930 — Нарцис і Гольдмунд (Narziss und Goldmund)
- 1932 — Паломництво до країни Сходу (Die Morgenlandfahrt)
- 1943 — Гра в бісер (Das Glasperlenspiel).[10]

## Українські переклади
- Степовий вовк. Роман. Переклад з німецької Євгена Поповича. — Київ: журнал Всесвіт, 1977.
- Гра в бісер. Роман. Переклад з німецької Євгена Поповича. Переклад віршів Ліни Костенко. — Київ: Видавництво художньої літератури «Дніпро», 1978.
- Сіддхартха. Роман. Переклад з німецької Олекси Логвиненка. — Київ, журнал Всесвіт, 1990.
- Нарцис і Ґольдмунд. Роман. Переклад з німецької Івана Герасима — Київ, журнал Всесвіт, 2011
- Нарцис і Ґольдмунд. Роман. Переклад з німецької Ірини Андрієнко-Фрідріх. — Харків: Фоліо, 2017.
- Деміан. Роман. Переклад з німецької Івана Мегели. — Харків: Фоліо, 2017.
- Паломництво до Країни Сходу. Повість. Переклад з німецької Івана Мегели. — Харків: Фоліо, 2020.
- Кнульп[de]. Роман. Переклад з німецької Івана Мегели. — Харків: Фоліо, 2020.
- Казки, легенди, притчі. Збірка оповідань. Переклад з німецької Івана Мегели. — Харків: Фоліо, 2020.
- Під колесами[en]. Роман. Переклад з німецької Івана Мегели. — Харків: Фоліо, 2021.

## Живопис
Гессе почав займатися живописом з часів Першої світової війни. Один з поштовхів до цього дав його лікар Й. Б. Ланг, що просив Гессе зображувати на папері його сновидіння. Герман Гессе навчався малювати сам. Намалював близько 3000 акварелей, більшість з яких зображують природу Швейцарії або є автопортретами.
Перша виставка акварелей Германа Гессе відбулася у Базелі у 1920 році, в цьому ж році в мюнхенському журналі «Віланд», опубліковані перші його репродукції.
Після смерті Германа Гессе (1962) виставки його акварелей відбулися у Токіо (1976 і 1996), Парижі (1977), Нью-Йорку і Монреалі (1980), Сан-Франциско та Чикаго (1981), Мадриді (1985), Люксембурзі (1987), Гамбурзі (1992) та Саппоро (1995).

### Твори
- Степовий вовк (укр.)
- Степовий вовк [Архівовано 12 червня 2009 у Wayback Machine.] (укр.)
- Сіддхартха (укр.)
- Герман Гессе. «Ґулліверові мандри» Джонатана Свіфта [Архівовано 1 квітня 2017 у Wayback Machine.] (укр.)